# Kardynałowie z nominacji Piusa VII
Papież Pius VII (1800–1823) mianował 99 kardynałów na 19 konsystorzach:

## 11 sierpnia 1800
Kościoły tytularne zostały nadane 20 października 1800.
1. Diego Innico Caracciolo, prefekt Domu Papieskiego – kardynał prezbiter S. Agostino, następnie kardynał biskup Palestriny (26 września 1814), zm. 24 stycznia 1820
2. Ercole Consalvi, prosekretarz stanu, audytor Roty Rzymskiej, protonotariusz apostolski – kardynał diakon S. Agata alla Suburra, następnie kardynał diakon S. Maria ad Martyres (29 lipca 1817), zm. 24 stycznia 1824

## 20 października 1800
1. Ludwik Maria Burbon y Vallabriga, arcybiskup Sewilli i Toledo – kardynał prezbiter S. Maria della Scala, zm. 19 marca 1823

## 23 lutego 1801

### Nominacje jawne
1. Giuseppe Firrao, tytularny arcybiskup Petry, sekretarz Kongregacji ds. Biskupów i Zakonników – kardynał prezbiter S. Eusebio (tytuł nadany 20 lipca 1801), zm. 24 stycznia 1830
2. Ferdinando Maria Saluzzo, tytularny arcybiskup Kartaginy – kardynał prezbiter S. Maria del Popolo (tytuł nadany 20 lipca 1801), następnie kardynał prezbiter S. Anastasia (28 maja 1804), zm. 3 listopada 1816
3. Luigi Ruffo Scilla, tytularny arcybiskup Apamei – kardynał prezbiter Ss. Silvestro e Martino (tytuł nadany 9 sierpnia 1802), zm. 17 listopada 1832
4. Bartolomeo Pacca, tytularny arcybiskup Damietty – kardynał prezbiter S. Silvestro in Capita (tytuł nadany 9 sierpnia 1802), następnie kardynał prezbiter S. Lorenzo in Lucina (2 października 1818), kardynał biskup Frascati (21 grudnia 1818), kardynał biskup Porto e S. Rufina (13 sierpnia 1821), kardynał biskup Ostia e Velletri (5 lipca 1830), zm. 19 kwietnia 1844
5. Cesare Brancadoro, arcybiskup Orvieto – kardynał prezbiter S. Girolamo degli Schiavoni (tytuł nadany 20 lipca 1801), zm. 12 września 1837
6. Giovanni Filippo Gallarati Scotti, tytularny arcybiskup Side – kardynał prezbiter S. Alessio (tytuł nadany 20 lipca 1801), następnie kardynał prezbiter S. Prassede (26 września 1814), kardynał prezbiter S. Lorenzo in Lucina (21 grudnia 1818), zm. 6 października 1819
7. Filippo Casoni, tytularny arcybiskup Perge – kardynał prezbiter S. Maria degli Angeli (tytuł nadany 26 marca 1804), zm. 9 października 1811
8. Girolamo della Porta – kardynał prezbiter S. Maria in Via (tytuł nadany 20 lipca 1801), następnie kardynał prezbiter S. Pietro in Vincoli (20 września 1802), zm. 5 września 1812
9. Giulio Gabrielli, protonotariusz apostolski, sekretarz Kongregacji Soboru Trydenckiego – kardynał prezbiter S. Tommaso in Parione (tytuł nadany 20 lipca 1801), następnie kardynał prezbiter S. Lorenzo in Lucina (17 grudnia 1819), zm. 26 września 1822
10. Francesco Mantica, dziekan Kamery Apostolskiej – kardynał prezbiter S. Prisca (tytuł nadany 20 lipca 1801), zm. 13 kwietnia 1802
11. Valentino Mastrozzi, kleryk Kamery Apostolskiej – kardynał prezbiter S. Lorenzo in Panisperna (tytuł nadany 20 lipca 1801), zm. 13 maja 1809
12. Giuseppe Albani, audytor generalny Kamery Apostolskiej – kardynał diakon S. Cesareo in Palatio (tytuł nadany 29 października 1804), następnie kardynał diakon S. Eustachio (2 października 1818), kardynał diakon S. Maria in Via Lata (28 stycznia 1828), zm. 3 grudnia 1834
13. Maryn Carafa di Belvedere, prefekt Pałacu Apostolskiego – kardynał diakon S. Nicola in Carcere (tytuł nadany 20 lipca 1801); zrezygnował z godności kardynalskiej 24 sierpnia 1807, zm. 5 kwietnia 1830

### Nominacjein pectore, opublikowane 28 września 1801
1. Antonio Felice Zondadari, arcybiskup Sieny – kardynał prezbiter S. Balbina (tytuł nadany 23 grudnia 1801), zm. 13 kwietnia 1823
2. Lorenzo Litta, skarbnik Kamery Apostolskiej – kardynał prezbiter S. Pudenziana (tytuł nadany 23 grudnia 1801), następnie kardynał biskup Sabiny (26 września 1814), zm. 1 maja 1820
3. Michelangelo Luchi OSBCas, opat Monte Cassino – kardynał prezbiter S. Maria della Vittoria (tytuł nadany 23 grudnia 1801), zm. 29 września 1802

### Nominacjein pectore, opublikowane 29 marca 1802
1. Carlo Crivelli, tytularny arcybiskup Patras – kardynał prezbiter S. Susanna (tytuł nadany 24 maja 1802), zm. 19 stycznia 1818
2. Giuseppe Spina, tytularny arcybiskup Koryntu – kardynał prezbiter S. Agnese fuori le mura (tytuł nadany 24 maja 1802), następnie kardynał biskup Palestriny (21 lutego 1820), zm. 13 listopada 1828

### Nominacjein pectore, opublikowane 9 sierpnia 1802
1. Michele di Pietro, tytularny patriarcha Jerozolimy – kardynał prezbiter S. Maria in Via (tytuł nadany 20 września 1802), następnie kardynał biskup Albano (8 marca 1816), kardynał biskup Porto e S. Rufina (29 maja 1820), zm. 2 lipca 1821
2. Carlo Francesco Caselli OSM – kardynał prezbiter S. Marcello (tytuł nadany 20 września 1802), zm. 20 kwietnia 1828
3. Alphonse-Hubert de Latier de Bayane, dziekan Roty Rzymskiej – kardynał diakon S. Angelo in Pescheria (tytuł nadany 20 września 1802), zm. 27 lipca 1818

### Nominacjein pectore, opublikowane 17 stycznia 1803
1. Francesco Maria Locatelli, biskup Spoleto (publikacja 17 stycznia 1803) – kardynał diakon bez tytułu, następnie kardynał prezbiter S. Maria in Aracoeli (28 marca 1803), zm. 13 lutego 1811
2. Giovanni Castiglione, preceptor generalny S. Spirito in Sassia (publikacja 17 stycznia 1803) – kardynał diakon S. Maria in Domnica (tytuł nadany 28 marca 1803), zm. 9 stycznia 1815
3. Charles Erskine, audytor Jego Świątobliwości (publikacja 17 stycznia 1803) – kardynał diakon S. Maria in Portico (tytuł nadany 28 marca 1803), zm. 20 marca 1811

## 9 sierpnia 1802
1. Domenico Pignatelli di Belmonte CRT, arcybiskup Palermo – kardynał prezbiter bez tytułu, zm. 5 lutego 1803

## 17 stycznia 1803
1. Jean-de-Dieu-Raymond de Boisgelin de Cucé, arcybiskup Tours – kardynał prezbiter bez tytułu, zm. 22 sierpnia 1804
2. Anton Theodor von Colloredo-Waldsee-Mels, arcybiskup Ołomuńca – kardynał prezbiter bez tytułu, zm. 12 września 1811
3. Pietro Antonio Zorzi CRS, arcybiskup Udine – kardynał prezbiter bez tytułu, zm. 17 grudnia 1803
4. Diego Gregorio Cadello, arcybiskup Cagliari – kardynał prezbiter bez tytułu, zm. 6 lipca 1807
5. Jean-Baptist de Belloy-Morangle, arcybiskup Paryża – kardynał prezbiter S. Giovanni a Porta Latina (tytuł nadany 1 lutego 1805), zm. 10 czerwca 1808
6. Etienne-Hubert de Cambacérès, arcybiskup Rouen – kardynał prezbiter S. Stefano in Monte Celio (tytuł nadany 1 lutego 1805), zm. 25 października 1818
7. Joseph Fesch, arcybiskup Lyonu – kardynał prezbiter S. Maria della Vittoria (tytuł nadany 11 lipca 1803), następnie kardynał prezbiter S. Lorenzo in Lucina (2 grudnia 1822), zm. 13 maja 1839

## 16 maja 1803

### Nominacja jawna
1. Miguel Carlos José de Noronha e Abranches, archidiakon katedry w Lizbonie – kardynał diakon bez tytułu, zm. 6 września 1803

### Nominacjain pectore, opublikowana 11 lipca 1803
1. Luigi Gazzoli, audytor Kamery Apostolskiej – kardynał diakon S. Adriano (tytuł nadany 26 września 1803), zm. 23 stycznia 1809

## 11 lipca 1803
Kościoły tytularne zostały nadane 26 września 1803
1. Antonio Despuig y Dameto, tytularny patriarcha Antiochii – kardynał prezbiter S. Callisto, zm. 2 maja 1813
2. Pietro Francesco Galleffi, kanonik bazyliki watykańskiej, sekretarz Fabryki św. Piotra – kardynał prezbiter S. Bartolomeo all'Isola, następnie kardynał biskup Albano (29 maja 1820), kardynał biskup Porto e S. Rufina e Civitavecchia (29 maja 1830), zm. 18 czerwca 1837

## 26 marca 1804
1. Carlo Oppizzoni, arcybiskup Bolonii – kardynał prezbiter S. Bernardo alle Terme (tytuł nadany 28 maja 1804), następnie kardynał prezbiter S. Lorenzo in Lucina (8 lipca 1839), zm. 13 kwietnia 1855

Jeden kardynał został mianowany in pectore ale jego imienia nigdy nie opublikowano

## 24 sierpnia 1807

### Nominacjain pectore, opublikowana 6 kwietnia 1818
1. Francesco Guidobono Cavalchini, wicekamerling i gubernator Rzymu – kardynał diakon S. Maria in Aquiro (tytuł nadany 25 maja 1818), zm. 5 grudnia 1828

## 8 marca 1816

### Nominacje jawne
1. Annibale Della Genga, tytularny arcybiskup Tyru – kardynał prezbiter S. Maria in Trastevere (tytuł nadany 29 kwietnia 1816), od 28 września 1823 papież Leon XII, zm. 10 lutego 1829
2. Pietro Gravina, tytularny arcybiskup Senigallia, nuncjusz w Hiszpanii – kardynał prezbiter S. Lorenzo in Panisperna (tytuł nadany 15 listopada 1817), zm. 6 grudnia 1830
3. Domenico Spinucci, arcybiskup Benewentu – kardynał prezbiter S. Callisto (tytuł nadany 29 kwietnia 1816), zm. 21 grudnia 1823
4. Lorenzo Caleppi, tytularny arcybiskup Nisibis, nuncjusz w Portugalii – kardynał prezbiter bez tytułu, zm. 10 stycznia 1817
5. Antonio Gabriele Severoli, arcybiskup Viterbo e Toscanella – kardynał prezbiter S. Maria della Pace (tytuł nadany 1 października 1817), zm. 8 września 1824
6. Giuseppe Morozzo Della Rocca, tytularny arcybiskup Teb, sekretarz Kongregacji ds. Biskupów i Zakonników – kardynał prezbiter S. Maria degli Angeli (tytuł nadany 29 kwietnia 1816), zm. 22 marca 1842
7. Tommaso Arezzo, tytularny arcybiskup Seleucji – kardynał prezbiter S. Pietro in Vincoli (tytuł nadany 29 kwietnia 1816), następnie kardynał biskup Sabiny (29 maja 1820), zm. 3 lutego 1833
8. Francesco Saverio Castiglioni, biskup Montalto – kardynał prezbiter S. Maria in Traspontina (tytuł nadany 29 kwietnia 1816), następnie kardynał biskup Frascati (13 sierpnia 1821), od 31 marca 1829 papież Pius VIII, zm. 30 listopada 1830
9. Carlo Andrea Pelagallo, biskup Osimo e Cingoli – kardynał prezbiter Ss. Nereo ed Achilleo (tytuł nadany 29 kwietnia 1816), zm. 6 września 1822
10. Benedetto Naro, prefekt Pałacu Apostolskiego – kardynał prezbiter S. Clemente (tytuł nadany 29 kwietnia 1816), zm. 6 października 1832
11. Francisco Antonio Javier de Gardoqui Arriquíbar, audytor Roty Rzymskiej – kardynał prezbiter S. Anastasia (tytuł nadany 15 listopada 1817), zm. 27 stycznia 1820
12. Dionisio Bardaxí y Azara, audytor Roty Rzymskiej – kardynał prezbiter Ss. XII Apostoli (tytuł nadany 29 kwietnia 1816), następnie kardynał prezbiter S. Agnese fuori le mura (27 września 1822), zm. 3 grudnia 1826
13. Antonio Lamberto Rusconi, audytor Roty Rzymskiej – kardynał prezbiter Ss. Giovanni e Paolo (tytuł nadany 29 kwietnia 1816), zm. 1 sierpnia 1825
14. Emmanuele de Gregorio, sekretarz Kongregacji ds. Soboru Trydenckiego – kardynał prezbiter S. Alessio (tytuł nadany 29 kwietnia 1816), następnie kardynał biskup Frascati (18 maja 1829), kardynał biskup Porto e S. Rufina e Civitavecchia (2 października 1837), zm. 7 listopada 1839
15. Giovanni Battista Zauli, sekretarz Kongregacji ds. Kościelnych Immunitetów – kardynał prezbiter S. Onofrio (tytuł nadany 29 kwietnia 1816), zm. 21 lipca 1819
16. Nicola Riganti, sekretarz Kongregacji Konsystorialnej – kardynał prezbiter Ss. Marcellino e Pietro (tytuł nadany 29 kwietnia 1816), zm. 31 sierpnia 1822
17. Alessandro Malvasia, asesor Świętego Oficjum – kardynał prezbiter S. Croce in Gerusalemme (tytuł nadany 29 kwietnia 1816), zm. 12 września 1819
18. Francesco Fontana CRSP, generał zakonu barnabitów – kardynał prezbiter S. Maria sopra Minerva (tytuł nadany 29 kwietnia 1816), zm. 19 marca 1822
19. Giovanni Caccia-Piatti, audytor generalny Kamery Apostolskiej – kardynał diakon Ss. Cosma e Damiano (tytuł nadany 29 kwietnia 1816), zm. 15 września 1833
20. Alessandro Lante Montefeltro della Rovere, skarbnik generalny Rady Państwa – kardynał diakon S. Eustachio (tytuł nadany 29 kwietnia 1816), zm. 14 lipca 1818
21. Pietro Vidoni, protonotariusz apostolski – kardynał diakon S. Nicola in Carcere (tytuł nadany 29 kwietnia 1816), zm. 10 sierpnia 1830

### Nominacjein pectore, opublikowane 22 lipca 1816
1. Camillo de Simone, biskup Sutri e Nepi – kardynał prezbiter S. Giovanni a Porta Latina (tytuł nadany 23 września 1816), zm. 2 stycznia 1818
2. Giovanni Battista Quarantotti, sekretarz Kongregacji Propaganda Fide – kardynał prezbiter S. Maria in Aracoeli (tytuł nadany 23 września 1816), zm. 15 września 1820
3. Giorgio Doria Pamphili, prefekt Domu Papieskiego – kardynał prezbiter S. Maria in Via (tytuł nadany 23 września 1816), następnie kardynał prezbiter S. Cecilia (16 marca 1818), zm. 16 listopada 1837
4. Luigi Ercolani, skarbnik generalny Kamery Apostolskiej – kardynał diakon bez tytułu, następnie kardynał prezbiter S. Marco (14 kwietnia 1817), zm. 10 grudnia 1825
5. Stanislao Sanseverino, progubernator Rzymu, kleryk Kamery Apostolskiej – kardynał diakon S. Maria in Portico (tytuł nadany 23 września 1816), następnie kardynał diakon S. Maria ad Martyres (21 marca 1825), zm. 11 maja 1826

### Nominacjain pectore, opublikowana 23 września 1816
1. Pedro Benito Antonio Quevedo y Quintano, biskup Orense – kardynał prezbiter bez tytułu, zm. 28 marca 1818

### Nominacjein pectore, opublikowane 28 lipca 1817
1. Francesco Cesarei Leoni, dziekan Roty Rzymskiej – kardynał prezbiter S. Maria del Popolo (tytuł nadany 1 października 1817), zm. 25 lipca 1830
2. Antonio Lante Montefeltro della Rovere, dziekan Kamery Apostolskiej – kardynał prezbiter Ss. Quirico e Giulitta (tytuł nadany 1 października 1817), zm. 23 października 1817

### Nominacjain pectore, opublikowana 1 października 1817
1. Lorenzo Prospero Bottini, sekretarz Świętej Konsulty – kardynał diakon S. Adriano (tytuł nadany 15 listopada 1817), zm. 11 sierpnia 1818

### Nominacjain pectore, opublikowana 6 kwietnia 1818
1. Fabrizio Sceberras Testaferrata, tytularny arcybiskup Bejrutu, nuncjusz w Szwajcarii – kardynał prezbiter S. Pudenziana (tytuł nadany 25 maja 1818), zm. 3 sierpnia 1843

## 23 września 1816
1. Francisco Antonio Cebrián y Valda, patriarcha Indii Zachodnich – kardynał prezbiter bez tytułu, zm. 8 lutego 1820
2. Maria Thaddäus von Trautmannsdorff, arcybiskup Ołomuńca – kardynał prezbiter bez tytułu, zm. 20 stycznia 1819
3. Franz Xaver von Salm-Reifferscheidt, biskup Gurk – kardynał prezbiter bez tytułu, zm. 19 kwietnia 1822
4. Paolo Giuseppe Solaro, komendatariusz opactwa Fruttuaria – kardynał prezbiter S. Pietro in Vincoli (tytuł nadany 24 listopada 1823), zm. 9 września 1824

## 28 lipca 1817
1. Alexandre-Angélique de Talleyrand-Périgord – kardynał prezbiter bez tytułu, zm. 20 października 1821
2. César-Guillaume de la Luzerne, biskup Langres – kardynał prezbiter bez tytułu, zm. 21 czerwca 1821
3. Louis-François de Bausset-Roquefort – kardynał prezbiter bez tytułu, zm. 21 czerwca 1824

## 1 października 1817
1. Agostino Rivarola, prefekt Pałacu Apostolskiego – kardynał diakon S. Agata in Suburra (tytuł nadany 15 listopada 1817), następnie kardynał diakon S. Maria ad Martyres (3 lipca 1826), zm. 7 listopada 1842

## 6 kwietnia1818
1. Johann Casimir von Häffelin, tytularny arcybiskup Chersonezu, minister pełnomocny królestwa Bawarii – kardynał prezbiter S. Sabina (tytuł nadany 25 maja 1818), następnie kardynał prezbiter S. Anastasia (19 kwietnia 1822), zm. 27 sierpnia 1827

## 4 czerwca 1819
1. Rudolf Johann Habsburg, arcyksiążę Austrii, arcybiskup elekt Ołomuńca – kardynał prezbiter S. Pietro in Montorio, zm. 23 lipca 1831

## 27 września 1819
1. Carlos da Cunha e Menezes, patriarcha Lizbony – kardynał prezbiter bez tytułu, zm. 14 grudnia 1825
2. Cesare Guerrieri Gonzaga, skarbnik generalny Kamery Apostolskiej – kardynał diakon S. Adriano (tytuł nadany 17 grudnia 1819), zm. 5 lutego 1832

## 2 grudnia 1822
1. Anne-Antoine-Jules de Clermont-Tonnerre, arcybiskup Tuluzy – kardynał prezbiter SS. Trinita al Monte Pincio (tytuł nadany 24 listopada 1823), zm. 21 lutego 1830

## 10 marca 1823

### Nominacje jawne
1. Francesco Bertazzoli, tytularny arcybiskup Edessy, jałmużnik Jego Świątobliwości – kardynał prezbiter S. Maria sopra Minerva (tytuł nadany 16 maja 1823), zm. 7 kwietnia 1830
2. Giovanni Francesco Falzacappa, tytularny arcybiskup Aten, sekretarz Kongregacji Soboru Trydenckiego – kardynał prezbiter Ss. Nereo ed Achilleo (tytuł nadany 16 maja 1823), następnie kardynał prezbiter S. Maria in Trastevere (17 listopada 1823), kardynał biskup Albano (5 lipca 1830), kardynał biskup Porto e S. Rufina e Civitavecchia (22 listopada 1839), zm. 18 listopada 1840
3. Antonio Pallotta, audytor generalny Kamery Apostolskiej – kardynał prezbiter S. Silvestro in Capite (tytuł nadany 16 maja 1823), zm. 19 lipca 1834
4. Francesco Serlupi-Crescenzi, dziekan Roty Rzymskiej – kardynał prezbiter S. Prassede (tytuł nadany 16 maja 1823), zm. 6 lutego 1828
5. Carlo Maria Pedicini, sekretarz Kongregacji Propaganda Fide – kardynał prezbiter S. Maria in Via (tytuł nadany 16 maja 1823), następnie kardynał prezbiter S. Maria della Pace (15 grudnia 1828), kardynał biskup Palestriny (5 lipca 1830), kardynał biskup Porto e S. Rufina e Civitavecchia (14 grudnia 1840), zm. 19 listopada 1843
6. Luigi Pandolfi, sekretarz Kongregacji Konsystorialnej – kardynał prezbiter S. Sabina (tytuł nadany 16 maja 1823), zm. 2 lutego 1824
7. Fabrizio Turriozzi, asesor Świętego Oficjum – kardynał prezbiter S. Maria in Aracoeli (tytuł nadany 16 maja 1823), zm. 9 listopada 1826
8. Ercole Dandini, preceptor S. Spirito in Sassia – kardynał prezbiter S. Balbina (tytuł nadany 16 maja 1823), zm. 22 lipca 1840
9. Carlo Odescalchi, audytor Jego Świątobliwości – kardynał prezbiter Ss. XII Apostoli (tytuł nadany 16 maja 1823), następnie kardynał biskup Sabiny (15 kwietnia 1833); zrezygnował z godności kardynalskiej 30 listopada 1838, zm. 17 sierpnia 1841
10. Antonio Maria Frosini, prefekt Pałacu Apostolskiego – kardynał diakon S. Maria in Cosmedin (tytuł nadany 16 maja 1823), zm. 8 lipca 1834
11. Tommaso Riario Sforza, prefekt Domu Papieskiego, protonotariusz apostolski – kardynał diakon S. Giorgio in Velabro (tytuł nadany 16 maja 1823), następnie kardynał diakon S. Maria in Domnica (17 listopada 1823), kardynał diakon S. Maria in Via Lata (19 grudnia 1834), zm. 14 marca 1857
12. Viviano Orfini, dziekan Kamery Apostolskiej – kardynał diakon bez tytułu, zm. 8 maja 1823

### Nominacjain pectore, opublikowana 16 maja 1823
1. Giacinto Placido Zurla OSBCam – kardynał prezbiter S. Croce in Gerusalemme (tytuł nadany 17 listopada 1823), zm. 29 października 1834

## 16 maja 1823
1. Anne-Louis-Henri de La Fare, arcybiskup Sens – kardynał prezbiter S. Maria in Traspontina (tytuł nadany 24 listopada 1823), zm. 10 grudnia 1829